# Miquel Gayà
Miquel Gayà i Sitjar, né à Sant Joan en 1917 et mort à Palma de Majorque en 1998, est un écrivain et poète majorquin de  langue catalane, et représentant de l'École majorquine (es).

## Œuvres
- L'atzur il.luminat (1944)
- Breviari d'amor (1946)
- Ruta dels cims (1951)
- Poema de l'Ave Maria (1953)
- Vuit poemes d'André Rivoire (1946 et 1959)
- Miratges del record (1975)
- La poesia de Miquel Ferrà (1960)
- L'intimisme poètic de Guillem Colom (1978)
- La lletra i l'esperit: estudis i parlaments (1978)
- Històries i memòries (1986)
- Contribució a l'epistolari de Miquel Costa i Llobera (1964)
- Contribució a l'epistolari de Joan Alcover (1978)
- Epistolari de Miquel Ferrà a Maria Antònia Salvà (1998)
- Epistolari de Maria Antònia Salvà a Miquel Ferrà (2006)